# Тандо Алахјар
Тандо Алахјар (урд. ٹنڈو اللہ یار) је град у Пакистану у покрајини Синд. Према процени из 2006. у граду је живело 134.340 становника.

## Становништво
Према процени, у граду је 2006. живело 134.340 становника.
| 1981.  | 1998.  | 2006.   |
| ------ | ------ | ------- |
| 30.647 | 86.056 | 134.340 |